# Live Aid
Live Aid [laɪv eɪd] (с англ. — «Живая помощь»[уточнить]) — международный благотворительный музыкальный фестиваль, состоявшийся 13 июля 1985 года. Мероприятие было организовано музыкантами Бобом Гелдофом и Миджем Юром, с целью сбора средств для помощи пострадавшим от страшного голода в Эфиопии 1984—1985 годов.
Основными площадками стали стадион «Уэмбли» в Лондоне, (Великобритания) (вместивший 82 000 человек) и
Стадион имени Джона Фицджеральда Кеннеди в Филадельфии, США (разместивший около 99 000 зрителей).
Подобные концерты также прошли в Мельбурне (Австралия) и Японии; в Советском Союзе был организован телемост из студии «Останкино» с выступлением группы «Автограф» и вступительным словом Владимира Познера.
Для этого события была организована одна из самых значительных спутниковых телетрансляций в истории: порядка 1,9 миллиарда человек более чем в 150 странах смотрели мероприятие в прямом эфире.

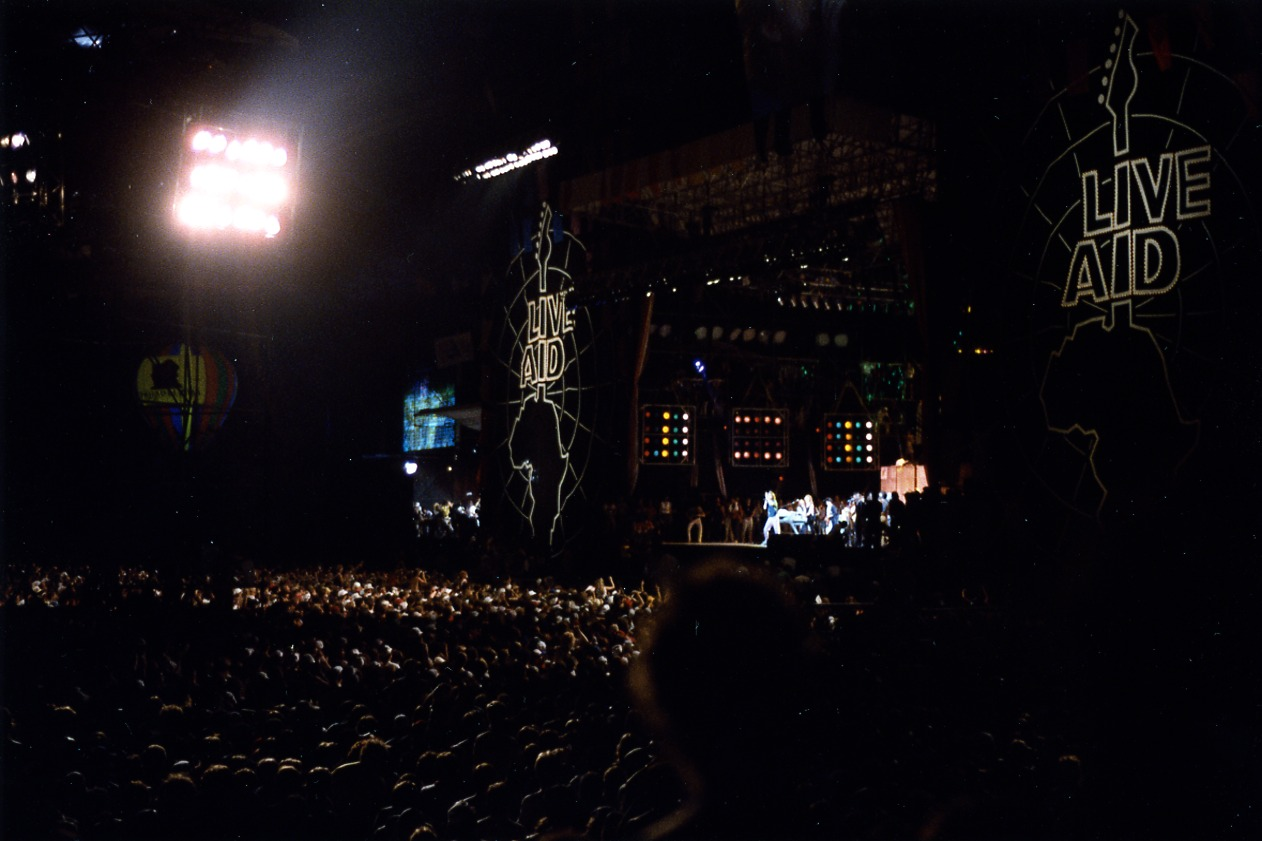

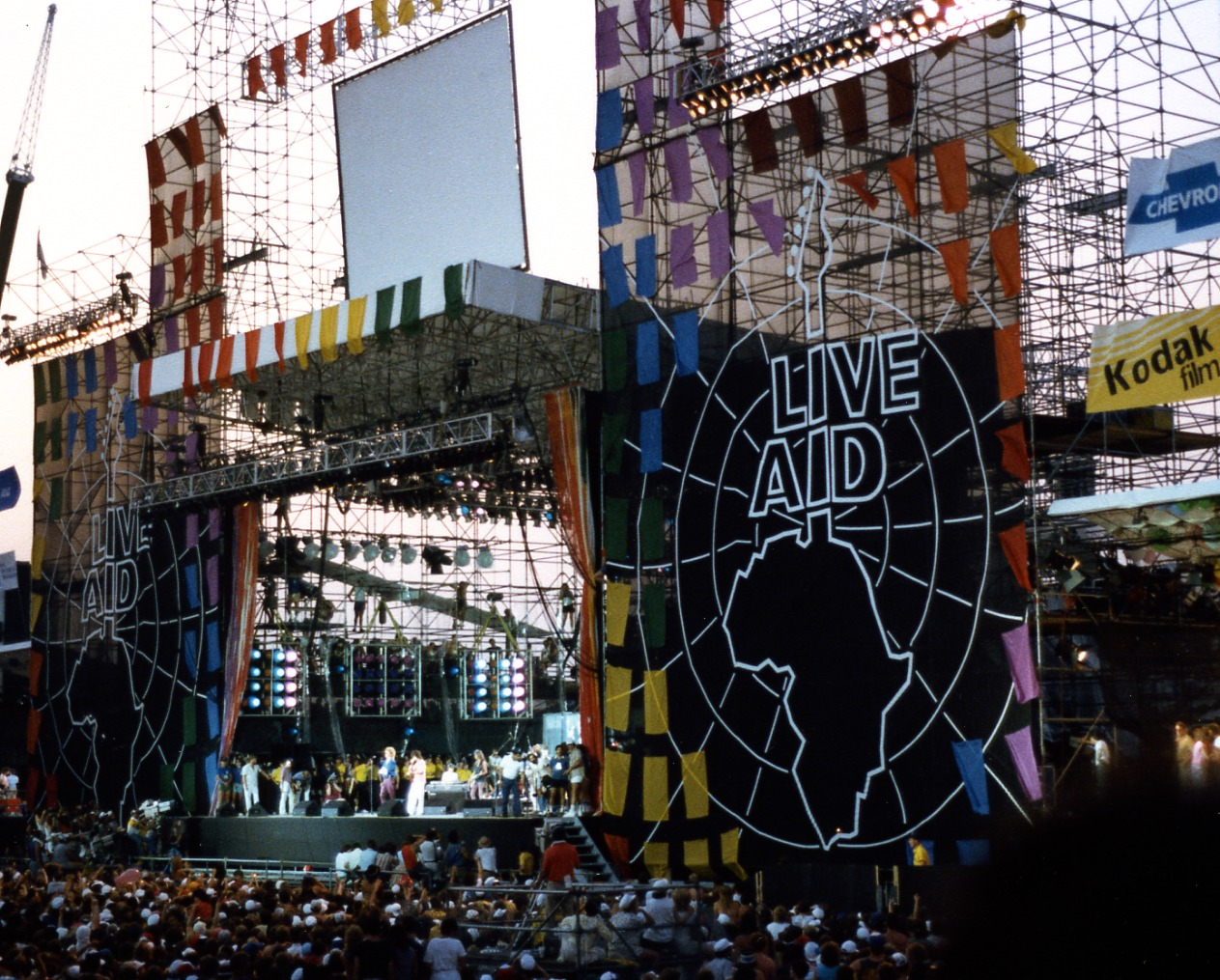

## Идея
Концерт был спланирован как поддержка другого успешного проекта Гелдофа и Юра, благотворительного сингла, вышедшего предыдущей зимой, «Do They Know It's Christmas?», и исполненного составом известных британских и ирландских музыкантов, названным «Band Aid».
Концертная программа росла на глазах за счёт заинтересованности многих музыкантов по обе стороны Атлантики. Мероприятие оказалось чрезвычайно успешным, и как благотворительный проект. За организацию и успех этого проекта Гелдоф был посвящён в рыцари. Музыкальный промоутер Харви Голдсмит также был награждён за помощь Гелдофу и Юру в реализации их планов.

## Организация
Концерт начался в Лондоне в полдень по местному времени (семь часов утра по американскому), а продолжился в Филадельфии, где он начался в 13:51 по Гринвичу (8:51). Выступления на «Уэмбли» закончились в 22:00 (17:00), а на стадионе им. Кеннеди — в 04:05 (23:05). Таким образом, концерт продолжался по меньшей мере 16 часов, но поскольку многие артисты на обоих концертах добавили в свои программы немало импровизации, продолжительность оказалась намного больше.
Никогда ранее ни один концерт не собирал столько рок- и поп-звёзд вместе. Однако некоторые артисты, появления которых ожидали на «Live Aid», по разным причинам не появились, как например, Tears for Fears, Джулиан Леннон, Кэт Стивенс, Принс, Deep Purple. Status Quo воссоединились для выступления по личной просьбе Гелдофа.
Было запланировано совместное выступление Мика Джаггера в США с Дэвидом Боуи в Англии, но из-за проблем с видеосинхронизацией это оказалось невозможно. Вместо этого Джаггер и Боуи сняли видеоклип на песню, которую они хотели исполнить — кавер-версию «Dancing in the Street». Помимо этого, Джаггер выступил с Тиной Тёрнер на концерте в Филадельфии.
Оба концерта, в Англии и в США, закончились исполнением двух международных песен-гимнов против голода, «Do They Know It’s Christmas?» в Лондоне составом Band Aid, и «We Are the World» в Филадельфии участниками USA for Africa.

## Собранные средства
Во время концертов все желающие имели возможность пожертвовать деньги для «Live Aid». BBC предоставили триста телефонных линий, таким образом телезрители могли сделать пожертвование с помощью своих кредитных карт. Телефонный номер и адрес для переводов чеков демонстрировались на экране каждые 20 минут.
Спустя почти семь часов после концерта в Лондоне Гелдоф запросил информацию о том, сколько денег уже удалось собрать. Ему назвали число 1,2 миллиона фунтов. Он высказал своё глубокое разочарование и сожаление и отправился к представителям BBC. Заведённый выступлением «Queen», которое он позже назвал совершенно потрясающим, Гелдоф дал известное интервью, в котором пожаловался на миллионы телезрителей, использовав слово «fuck». Дело в том, что представитель BBC Дэвид Хипворт, бравший то интервью, начал было зачитывать список адресов, на которые можно было переводить деньги, но Гелдоф прервал его на середине, крикнув: «К чёрту адреса, нам нужны цифры!» (Fuck the address let’s get the numbers!). 
Позже вечером, сразу после выступления Дэвида Боуи, на обоих главных стадионах (равно как и во всём мире по ТВ) было показано видео, снятое CBC, показывающее умирающих в ужасных мучениях детей Эфиопии, одновременно с исполнением The Cars песни «Drive» (в 2005 году то же самое видео было показано на другом благотворительном концерте, Live 8). Скорость пожертвований возросла в несколько раз немедленно после показа ролика. По иронии судьбы, немного ранее Гелдоф исключил видео из общего расписания мероприятий на концерте из-за нехватки выделенного времени и передумал только после того, как Боуи бескорыстно предложил сильно урезать его собственное выступление.
Как заметил Гелдоф во время концертов, наибольшее количество взносов с человека сделала Ирландия, несмотря на то, что в то время страна была в состоянии глубокого экономического кризиса. Самое большое разовое пожертвование пришло от правящей семьи Дубая. Они перечислили миллион фунтов после телефонного разговора с Гелдофом.
На следующий день после «Live Aid» информационные агентства сообщили, что мероприятию удалось собрать не меньше 40-50 миллионов фунтов. 
В 2010 году Би-Би-Си сообщила, что значительная часть собранных средств пошла не на помощь мирным жителям, а попала в руки боевиков-сепаратистов из группировки Народный фронт освобождения Тыграй и была использована для приобретения оружия. Однако, позже компания принесла извинения и признала, что заявление о нецелевом использовании средств было бездоказательным.

## Видео
Когда Гелдоф договаривался с артистами о концерте, он пообещал, что это будет единоразовая трансляция, которую никто и никогда больше не увидит. По этой причине концерт не был записан весь и полноценно на плёнку в своём истинном виде, а были сделаны лишь некоторые телезаписи. Следуя указаниям Гелдофа, ABC удалила даже свои собственные внутренние записи мероприятия. Но перед тем, как записи ABC были уничтожены, его копии были пожертвованы Smithsonian Institution, а на данный момент эти записи объявлены пропавшими. В MTV решили сохранить свои записи, а потом разместили их в количестве примерно ста экземпляров в своих архивах, но многие песни были урезаны сотрудниками MTV (по данным BBC). В BBC также решили оставить записи, но многие выступления американской части не были показаны по BBC, и записи этих выступлений пропали.

### Официальные записи
Со времён события по миру широко расходились разные CD и видеозаписи «Live Aid», помимо этого Гелдоф выпустил официальную книгу в соавторстве с фотографом Денисом О’Реганом. Концерт никогда не планировалось выпустить в массовую продажу, однако 8 ноября 2004 года компания «Warner Music Group» представила специальное 4-дисковое DVD-издание всего концерта.
Гелдоф принял решение издать видео мероприятия спустя почти 20 лет после того, как увидел в Интернете количество пиратских копий разных записей концерта. Были некоторые противоречия по вопросу выпуска DVD-издания из-за принятия решения не включать в это официальное видео исполнения некоторыми музыкантами определённых песен.
Самый полный комплект видео с «Live Aid» принадлежит BBC, и именно их архив стал основным источником для создания DVD. Во время подготовки этого видео MTV предоставила свои видеозаписи концерта, сделанные с альтернативных точек. Этот дополнительный материал можно увидеть в американской части мероприятия.
В период работы над материалами BBC и MTV имели место несколько случаев, связанных с выпуском DVD. Например, многие песни на официальном издании звучат по-другому, поскольку использованы перезаписанные позже плёнки. Это связано главным образом с тем, что на концертах было немало проблем с аппаратурой, в том числе и с микрофонами. Пол Маккартни перезаписал своё неудачное исполнение «Let It Be» в студии, спустя почти двадцать лет после выступления, специально для DVD издания, поскольку в противном случае исполнение «Let It Be» и финальная часть концерта с Уэмбли не попали бы на DVD, по причинам огромной продолжительности всего видео. Также, в финальной части в США, первоначальное исполнение «USA for Africa» песни «We Are the World» было немного перемонтировано в тех местах, где возникли серьёзные проблемы с микрофонами (на DVD можно услышать вокал Кенни Роджерса и Джеймса Ингрэма, двух певцов, которые не участвовали в «Live Aid»).
Немало непростых решений было принято по вопросу включения и отказа от включения в DVD некоторых выступлений, в зависимости от того, какие были проблемы с этими частями концертов, будь то технические неполадки в оригинальных версиях, серьёзные проблемы со звуком, либо конфликты в юридических вопросах с авторами песен. К примеру, Рик Спрингфилд, «The Hooters», «The Four Tops», «Power Station» и «Кросби, Стиллс, Нэш & Янг» оказались в числе тех, чьи выступления не попали на DVD. Немало песен артистов, исполненных наряду с другими, было вырезано из видео. Например, Мадонна исполнила три песни на концерте в США, однако на DVD попали только две (третья, «Love Makes the World Go Round», была вырезана из-за ужасно вышедшего качества звука).
Некоторые артисты сами не разрешили добавлять их выступления на DVD. Два ярких примера — «Led Zeppelin» и Santana. Первые наотрез отказались, мотивируя это тем, что их выступление получилось не соответствующим их стандарту. Однако, чтобы показать симпатию к проекту Гелдофа и Юра и оказать им поддержку со своей стороны, Джимми Пейдж и Роберт Плант решили пожертвовать средства, собранные с продаж только что вышедшего DVD других их выступлений, для кампании «Live Aid», а Джон Пол Джонс передал средства с его последнего американского тура через благотворительное общество.
В 2007 году «Queen» выпустила специальное 2-дисковое DVD Queen Rock Montreal, в которое вошла полная версия их выступления на «Live Aid», включая также выход Фредди Меркьюри и Брайана Мэя в финале концерта для исполнения песни «Is This the World We Created?» (вся запись обработана и улучшена до DTS 5.1 Джастином Ширли-Смитом). На диске также находится запись репетиции перед «Live Aid» и интервью с участниками группы, взятое за несколько дней до концерта. В 2018 году, для байопика «Богемская рапсодия», была проведена полная художественная реконструкция выступления.
После выхода этого DVD министр финансов Великобритании (на тот момент) Гордон Браун принял решение, чтобы средства, потраченные группой на выпуск издания, были возвращены и направлены на благотворительные цели по программе, добавляющей в специальный фонд по 5 фунтов за каждый проданный DVD.

### Неофициальные записи
Поскольку концерты в прямом эфире смотрели больше миллиарда человек по всему миру, большая часть существующих записей была сделана в домашних условиях в разных категориях качества. В основном, записи были в формате моно, так как Европейское вещание BBC велось в моно формате (однако трансляции MTV, ABC Radio Network и BBC Radio One проводились в стерео). Эти записи стали распространяться среди многих коллекционеров 20 лет назад и несколько лет назад появились в Интернете посредством файлообменных программ. В связи с тем, что официальный DVD включает лишь частичную версию мероприятия, неофициальные источники распространения остаются главным и единственным архивом полной коллекции записей концерта.

## Сет-лист

### Стадион Уэмбли
Время — Гринвич-лето (GMT-BST).
| Исполнитель                                            | Композиции | Время выхода на сцену |
| ------------------------------------------------------ | --- | --------------------- |
| Принц Чарльз и Принцесса Диана                         | Открытие | 12:00                 |
| Coldstream Guards                                      | Royal Salute God Save The Queen (гимн Англии)                                                                                     | 12:01                 |
| Status Quo                                             | Rockin' All Over The World Caroline Don’t Waste My Time                                                                           | 12:02                 |
| The Style Council                                      | You’re the Best Thing Big Boss Groove Internationalists Walls Come Tumbling Down                                                  | 12:19                 |
| The Boomtown Rats                                      | I Don’t Like Mondays Drag Me Down Rat Trap                                                                                        | 12:44                 |
| Адам Ант                                               | Vive Le Rock | 13:00                 |
| Ultravox                                               | Reap The Wild Wind Dancing With Tears In My Eyes One Small Day Vienna                                                             | 13:16                 |
| Spandau Ballet                                         | Only When You Leave Virgin True                                                                                                   | 13:47                 |
| Элвис Костелло                                         | All You Need Is Love | 14:07                 |
| Шаруз Хомаваран                                        | Children need to have home | 14:10                 |
| Austria for Africa (записано в Австрии)                | Introduction Warum (Why) | 14:12                 |
| Ник Кершоу                                             | Wide Boy Don Quixote The Riddle Wouldn’t It Be Good                                                                               | 14:22                 |
| Sade                                                   | Why Can’t We Live Together Your Love Is King Is It a Crime                                                                        | 14:55                 |
| Стинг и Брэнфорд Марсалис                              | Roxanne Driven to Tears Message In a Bottle                                                                                       | 15:18                 |
| Фил Коллинз                                            | Against All Odds (Take a Look at Me Now) In the Air Tonight                                                                       | 15:27                 |
| Стинг, Фил Коллинз и Брэнфорд Марсалис                 | Long Long Way to Go Every Breath You Take                                                                                         | 15:32                 |
| Ховард Джонс                                           | Hide and Seek | 15:50                 |
| Автограф                                               | Головокружение Нам Нужен Мир | 15:55                 |
| Брайан Ферри и Дэвид Гилмор из Pink Floyd на гитаре    | Sensation Boys and Girls Slave to Love Jealous Guy                                                                                | 16:07                 |
| Band für Africa (выступили в Кёльне, Германия)         | Nackt im Wind (Naked in the Wind) Ein Jahr (Es geht Voran) (It Goes Ahead)                                                        | 16:24                 |
| Пол Янг                                                | Do They Know It’s Christmas? (вступление) Come Back and Stay Every Time You Go Away                                               | 16:38                 |
| Пол Янг и Элисон Мойе                                  | That’s The Way Love Is | 16:48                 |
| U2 (представил Джек Николсон)                          | Sunday Bloody Sunday Bad (включая отрывки Satellite of Love / Ruby Tuesday / Sympathy for the Devil / Walk on the Wild Side)      | 17:20                 |
| Телемост между Стадионом Уэмбли и Стадионом им. ДФК    | |                       |
| Dire Straits и Стинг                                   | Money for Nothing Sultans of Swing                                                                                                | 18:00                 |
| Queen (представили комики Мэл Смит и Грифф Райс Джонс) | Bohemian Rhapsody (часть) Radio Ga Ga Hammer to Fall Crazy Little Thing Called Love We Will Rock You (часть) We Are the Champions | 18:44                 |
| Дэвид Боуи и Томас Долби на клавишных                  | TVC 15 Rebel Rebel Modern Love «Heroes»                                                                                           | 19:22                 |
| Видео о голоде, смонтировал Колин Дин из CBC           | | 19:41                 |
| The Who (представил Джек Николсон)                     | My Generation/Pinball Wizard Love, Reign o’er Me Won’t Get Fooled Again                                                           | 20:00                 |
| Фил Коллинз и Стив Блэкнелл                            | Интервью, прямой эфир с Конкорда                                                                                                  | 20:27                 |
| Видео из Норвегии                                      | All Of Us | 20:44                 |
| Элтон Джон                                             | I’m Still Standing Bennie and the Jets Rocket Man Can I Get a Witness                                                             | 20:50                 |
| Элтон Джон и Кики Ди                                   | Don’t Go Breaking My Heart | 21:05                 |
| Элтон Джон, Кики Ди и Wham!                            | Don’t Let the Sun Go Down on Me                                                                                                   | 21:09                 |
| Фредди Меркьюри и Брайан Мэй (Queen)                   | Is This the World We Created...?                                                                                                  | 21:48                 |
| Пол Маккартни                                          | Let It Be | 21:51                 |
| Band Aid (под управлением Гелдофа)                     | Do They Know It’s Christmas? | 21:54                 |

### Стадион им. Джона Ф. Кеннеди (John F. Kennedy Stadium)
Время — GMT-BST −5.
| Исполнитель                                                                                   | Композиции | Время выхода на сцену |
| --------------------------------------------------------------------------------------------- | --- | --------------------- |
| Бернард Уотсон                                                                                | All I Really Want to Do Интервью | 13:51                 |
| Джоан Баэз (представил Джек Николсон)                                                         | Amazing Grace We Are the World | 14:02                 |
| The Hooters                                                                                   | And We Danced All You Zombies | 14:12                 |
| The Four Tops                                                                                 | Shake Me, Wake Me (When It’s Over) Bernadette It’s the Same Old Song Reach Out I’ll Be There I Can’t Help Myself (Sugar Pie Honey Bunch)                                                  | 14:33                 |
| Би Би Кинг                                                                                    | Why I Sing the Blues Don’t Answer the Door Rock Me Baby (исполнено в Гааге, Нидерланды)                                                                                                   | 14:38                 |
| Билли Оушен                                                                                   | Caribbean Queen Loverboy | 14:45                 |
| Black Sabbath (представил Чеви Чейз)                                                          | Children of the Grave Iron Man Paranoid | 14:52                 |
| Yu Rock Mission (выступили в Белграде, Югославия)                                             | For a Million Years | 15:10                 |
| Run-DMC                                                                                       | Jam Master Day King of Rock | 15:12                 |
| Рик Спрингфилд                                                                                | Love Somebody State of the Heart Human Touch | 15:30                 |
| REO Speedwagon                                                                                | Can’t Fight This Feeling Roll with the Changes (совместно с The Beach Boys) | 15:47                 |
| Crosby, Stills & Nash                                                                         | Southern Cross Teach Your Children Suite: Judy Blue Eyes | 16:15                 |
| Judas Priest                                                                                  | Living After Midnight The Green Manalishi (With the Two-Pronged Crown) You’ve Got Another Thing Comin’                                                                                    | 16:26                 |
| Брайан Адамс                                                                                  | Kids Wanna Rock Summer of '69 Tears Are Not Enough Cuts Like a Knife | 17:02                 |
| The Beach Boys (представила Мэрилин Макку)                                                    | California Girls Help Me, Rhonda Wouldn’t It Be Nice Good Vibrations Surfin’ U.S.A. | 17:40                 |
| George Thorogood and the Destroyers/Бо Диддли/Альберт Коллинз                                 | Who Do You Love? The Sky Is Crying Madison Blues | 18:26                 |
| Дэвид Боуи и Мик Джаггер                                                                      | Dancing in the Street (видео) | 19:02                 |
| Simple Minds                                                                                  | Ghost Dancing Don’t You (Forget About Me) Promised You a Miracle | 19:07                 |
| The Pretenders                                                                                | Time the Avenger Message of Love Stop Your Sobbing Back on the Chain Gang Middle of the Road                                                                                              | 19:41                 |
| Сантана и Пэт Мэтини                                                                          | Brotherhood Primera Invasion Open Invitation By the Pool/Right Now | 20:21                 |
| Ashford & Simpson                                                                             | Solid Reach Out and Touch (Somebody’s Hand)(совместно с Тедди Пендерграссом) | 20:57                 |
| Kool & the Gang (ранее записанное концертное видео)                                           | Stand Up and Sing Cherish | 21:19                 |
| Мадонна                                                                                       | Holiday Into the Groove Love Makes the World Go Round | 21:27                 |
| Tom Petty and the Heartbreakers                                                               | American Girl The Waiting Rebels Refugee | 22:14                 |
| Кенни Логгинс                                                                                 | Footloose | 22:30                 |
| The Cars                                                                                      | You Might Think Drive Just What I Needed Heartbeat City | 22:49                 |
| Нил Янг                                                                                       | Sugar Mountain The Needle and the Damage Done Helpless Nothing Is Perfect Powderfinger | 23:07                 |
| The Power Station                                                                             | Murderess Get It On | 23:43                 |
| Thompson Twins                                                                                | Hold Me Now | 00:21                 |
| Thompson Twins, Мадонна и Найл Роджерс                                                        | Revolution | 00:25                 |
| Эрик Клэптон и Фил Коллинз (добравшийся до США из Англии на сверхзвуковом самолёте «Конкорд») | White Room She’s Waiting Layla | 00:39                 |
| Фил Коллинз                                                                                   | Against All Odds (Take a Look at Me Now) In the Air Tonight | 01:04                 |
| Led Zeppelin, Тони Томпсон, Пол Мартинес и Фил Коллинз                                        | Rock and Roll Whole Lotta Love Stairway to Heaven | 01:10                 |
| Crosby, Stills, Nash & Young                                                                  | Only Love Can Break Your Heart Daylight Again Find The Cost Of Freedom | 01:40                 |
| Duran Duran (их последнее выступление в первом составе до 2003 года)                          | A View to a Kill Union of the Snake Save a Prayer The Reflex | 01:45                 |
| Клифф Ричард                                                                                  | A World of Difference (прямой эфир из BBC) | 02:10                 |
| Патти Лабелль                                                                                 | New Attitude Imagine Forever Young Stir It Up Over the Rainbow Why Can’t I Get It Over | 02:20                 |
| Hall & Oates и Д. И. Смит из Saturday Night Live на гитаре/Эдди Кендрикс/Дэвид Раффин         | Out of Touch Maneater Get Ready (исполнил Эдди Кендрикс) Ain’t Too Proud to Beg (исполнил Дэвид Раффин) The Way You Do the Things You Do My Girl (исполнили Эдди Кендрикс и Дэвид Раффин) | 02:50                 |
| Мик Джаггер и Hall & Oates/Эдди Кендрикс/Дэвид Раффин                                         | Lonely at the Top Just Another Night Miss You | 03:15                 |
| Мик Джаггер и Тина Тёрнер                                                                     | State of Shock Brown Sugar It’s Only Rock’n Roll (But I Like It) | 03:28                 |
| Боб Дилан, Кит Ричардс и Ронни Вуд                                                            | Ballad of Hollis Brown When the Whip Comes In Blowin’ in the Wind | 03:39                 |
| USA for Africa (руководил Лайонел Ричи)                                                       | We Are the World | 03:55                 |

### Live Aid в Мельбурне (Oz for Africa)
Время — GMT-BST +10.
| Исполнитель       | Композиции                 | Время выхода на сцену |
| ----------------- | -------------------------- | --------------------- |
| INXS              | What You Need Don’t Change | 13:06                 |
| Men at Work       | Overkill                   | 13:12                 |
| Little River Band | Don’t Blame Me Night Owl   | 13:30                 |

### Live Aid в Японии
Время — GMT-BST +9.
| Исполнитель   | Композиции    | Время выхода на сцену |
| ------------- | ------------- | --------------------- |
| Loudness      | Gotta Fight   | 13:34                 |
| Off Course    | Endless Night | 13:36                 |
| Экити Ядзава  | Take It Time  | 13:38                 |
| Мотохару Сано | Shame         | 13:40                 |

## Памятные моменты на Уэмбли
После вступительного слова Принца Уэльского Чарльза, присутствовавшего на концерте вместе с супругой Принцессой Дианой, а также небольшого марша, исполненного военным оркестром Её Величества Coldstream Guards, началась основная часть, которую открыли «Status Quo», исполнив хит «Rockin' All Over the World». Это было последнее выступление в группе бас-гитариста Алана Ланкастера и барабанщика Пита Кирхера.

Выступление Queen

«Queen» сорвали бурю аплодисментов, начав своё выступление с «Bohemian Rhapsody», затем Фредди Меркьюри были спеты «Radio Ga Ga», «Hammer to Fall», «Crazy Little Thing Called Love», «We Will Rock You» и «We Are the Champions». Вскоре после окончания «Live Aid» несколько инициативных групп провели международное голосование, по итогам которого выступление «Queen» было признано лучшим на фестивале в частности и в истории музыки вообще; в Британии даже была выпущена специальная марка с изображением Меркьюри. Биографический фильм о группе, «Богемская рапсодия» 2018 года, содержит практически полное выступление на Уэмбли, для чего была построена точная копия сцены.
На соорганизаторе мероприятия Мидже Юре были огромные солнцезащитные очки и длинное серое пальто во время выступления его группы «Ultravox».
Выступление U2 представило их в новом качестве. Во время исполнения «Bad» Боно спрыгнул со сцены и принялся танцевать с девушкой в первых рядах. В связи с этим группа смогла отыграть только две песни; от исполнения третьей, «Pride (In the Name of Love)», пришлось отказаться. По окончании выступления между участниками группы произошёл жаркий разговор, однако, к великому удивлению группы, их выступление (как и выступление «Queen») было названо одним из лучших. В июле 2005 года девушка, с которой танцевал Боно, призналась, что он спас ей жизнь на концерте. Дело в том, что толпа с таким неистовством рвалась к сцене, что девушка чуть не задохнулась в давке. Боно, желавший установить контакт с аудиторией, увидел это и попросил охрану вытащить её; они не понимали, что он говорит, поэтому он покинул сцену и помог лично. Этот эпизод можно увидеть на официальном DVD «Live Aid».
С трансатлантическим телевещанием было множество проблем и неполадок, и в итоге произошёл сбой техники во время исполнения «The Who» песни «My Generation», сразу после того, как Роджер Долтри пропел «Why don’t you all fade…» (последнее слово не прозвучало из колонок, потому что взорвался генератор). На ударной установке с «The Who» играл Кенни Джонс, остававшийся официальным членом группы несмотря на то, что это было первое выступление «The Who» после заявления о распаде группы в 1982 году, после их прощального тура. В сет-листе группы на «Live Aid» была и знаменитая «Won’t Get Fooled Again».
Организаторы фестиваля выражали надежду договориться о выступлении хотя бы с одним из оставшихся в живых бывших участников «Beatles», в идеале, с Полом Маккартни. Маккартни принял предложение, сказав, что его поддерживали. На концерте он выступал в последнюю очередь (не считая Band Aid, закрывших концерт) и одним из тех некоторых, у кого возникли серьёзные неполадки с аппаратурой. Его микрофон был выключен первые две минуты исполнения «Let It Be», создав трудности для телетрансляции и сделав невозможным зрителям на стадионе что-либо услышать. 
Фил Коллинз выступил и в Лондоне, и в Филадельфии. Чтобы успеть в США, он использовал сверхзвуковой «Конкорд»; представитель британского телевидения Ноэл Эдмондс пилотировал вертолёт, доставивший Коллинза в аэропорт Хитроу, чтобы успеть на рейс. Помимо исполнения песен из единого сет-листа на обоих континентах, он также составил компанию в выступлениях (в США) Эрику Клэптону (на барабанах) и воссоединившимся «Led Zeppelin». Между Филом и последними впоследствии произошла крупная ссора — по общему мнению, выступление было просто ужасно (Коллинз в какой-то момент хотел уйти со сцены); при этом обе стороны винят в этом друг друга. По этой причине Led Zeppelin и не разрешили добавлять в официальный DVD это их выступление.
Изначально «Duran Duran» тоже хотели выступить на обоих континентах, но в итоге отказались от этой затеи.
В финале на Уэмбли Гелдофа, как героя, взяли на руки гитарист «The Who» Пит Таунсенд и Пол Маккартни.

## Памятные моменты на стадионе имени Дж. Ф. Кеннеди
см. Стадион имени Джона Фицджеральда Кеннеди (англ. John F. Kennedy Stadium (Philadelphia))
В самом начале американской части «Live Aid» Джоан Баэз сказала зрителям, что «это их Вудсток, и это долгожданное продолжение».

Мадонна на Live Aid, 1985

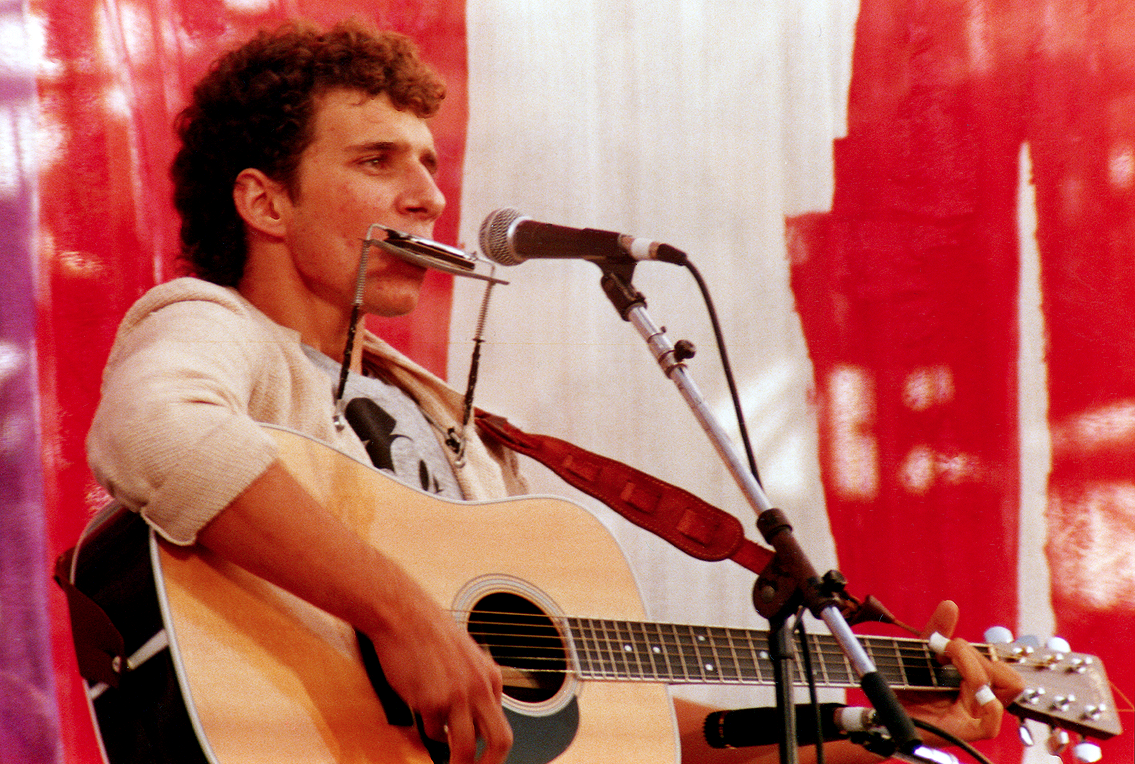
Бернард Уотсон

Когда Мадонна поднялась на сцену в 30-градусную жару, она воскликнула, что «ничего не собирается сегодня снимать, так как через много лет это могут использовать против меня», намекая на её фотосессии 1978—79 гг. для арт-фотографов, которые те продали журналам «Playboy» и «Penthouse» в 1985 году.
Когда Боб Дилан порвал гитарную струну во время первой песни, Ронни Вуд отдал Дилану свою собственную гитару, после чего встал без гитары и с левой стороны сцены. Обратив внимание публики на себя, он принялся играть на воображаемой гитаре, имитируя манеру игры Пита Таунсенда, крутя руками широкие круги, пока обслуживающий персонал не принёс ему другую гитару. Несмотря на то, что на официальном DVD этот эпизод не добавлен, общее выступление имеется, включая и крупный план Кита Ричардса.
Американская часть фестиваля включила в себя воссоединения групп «Кросби, Стилз, Нэш и Янг», оригинального состава «Black Sabbath» с Оззи Осборном, и оставшихся в живых участников Led Zeppelin, с Филом Коллинзом и участником «Chic» Тони Томпсоном на барабанных установках (несмотря на то, что они не были официально представлены как участники своих групп, во время концерта, в 1995 году, на 10-й годовщине «Live Aid», на VH1 их назвали Zeppelin).
Для соул-певца Тедди Пендерграсса это выступление стало первым после почти фатально закончившейся для него автоаварии в 1982 году, из-за которой его парализовало. Пендерграсс, вместе с «Эшфордом и Симпсоном» исполнил песню «Reach Out and Touch».
Также, четыре композиции сыграли «Duran Duran»; в следующий раз эта пятёрка сыграет вместе в оригинальном составе на публике только в 2003 году.

## Культурные инспирации
Успех мероприятия побудил Роджера Уотерса написать песню «The Tide Is Turning» (альбом Radio K.A.O.S.).
В то же время, группа «Queen» выпустила сингл «One Vision» в честь «Live Aid» и Гелдофа; во время записи песни на гитаристе группы Брайане Мэе была официальная майка «Live Aid».
Фрэнсис Росси и Рик Парфитт реанимировали «Status Quo» и начали работу над альбомом In the Army Now.